# سلطنة سنار

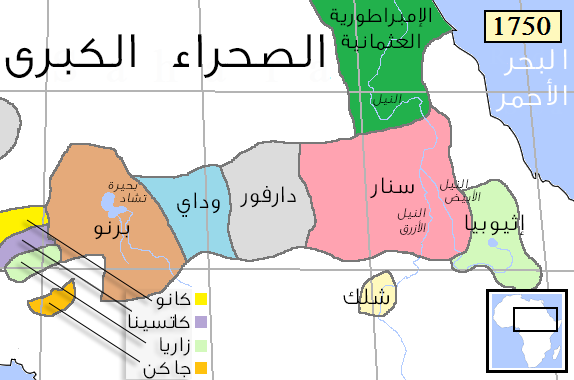
سلطنة سنار

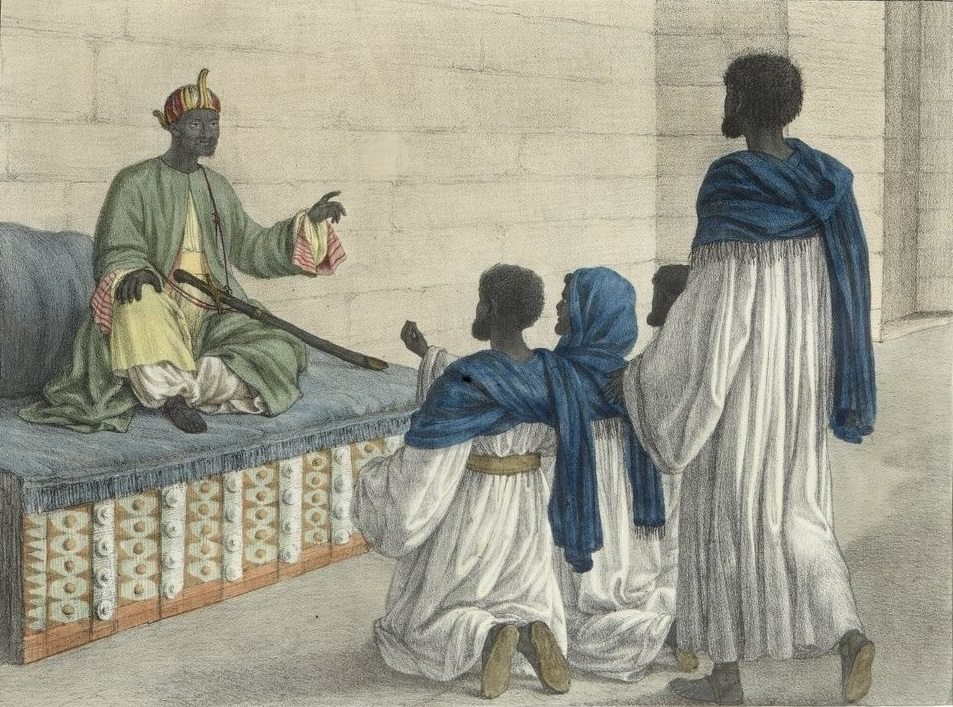
ملك الفنج 1821

تأسست مملكة سنار في عام 1504 م، نتيجة لتحالف بين قبائل الفونج في جنوب شرق النيل الأزرق بقيادة عمارة دنقس وقبائل العبدلاب بقيادة عبد الله جماع وكانت تعرف أيضا ب«مملكة الفُنج» و«السلطنة الزرقاء» و«الدولة السنارية». وكان يطلق على رعاياها لقب السنانير. وتعتبر مملكة سنار أول دولة عربية إسلامية قامت في بلاد السودان بعد انتشار الإسلام واللغة العربية فيها نتيجة لتزايد الوجود العربي والتصاهر بين العرب والنوبة في الشمال.
اهتم ملوك سنار بالعلم حيث أقاموا رواق السنارية في الأزهر بالقاهرة لاستيعاب طلاب مملكتهم المبتعثين الي هناك، وشجعوا هجرة علماء الدين الإسلامي إلى السودان للدعوة ونشر العلم.
وأنشأ أحد سلاطين مملكة سنار، السلطان بادي الأحمر، وقفا بالمدينة المنورة في الحجاز لاستقبال الزوار من مملكته عند زيارتهم للأراضي المقدسة، ولا يزال جزء من آثار هذه الأوقاف قائمة حتى اليوم هناك. وانتشرت أيضأ في شتى ربوع مملكة سنار الخلاوي التي تعرف أيضا بالكتاتيب في السودان لتحفيظ القران الكريم ودراسة الفقه وعلوم اللغة العربية والحساب.

## التاريخ

### لفظ الفنج
وردت كلمة الفُنْج في مصادر ومخطوطات كثيرة ومختلفة منها كتاب «ملوك السودان»، تحقيق المؤرخ السوداني مكي شبيكة ووالمؤرخ البريطاني (مكمايكل) في تاريخ العرب في السودان، كما أيدها كتاب الطبقات لابن ضيف الله تحقيق يوسف فضل والذي أورد فيه ملاحظة كتابة الكلمة الوقت الحالي فونجاوي وليس فنجاوي، كما كانت تكتب سابقاً.

### أصل الفنج

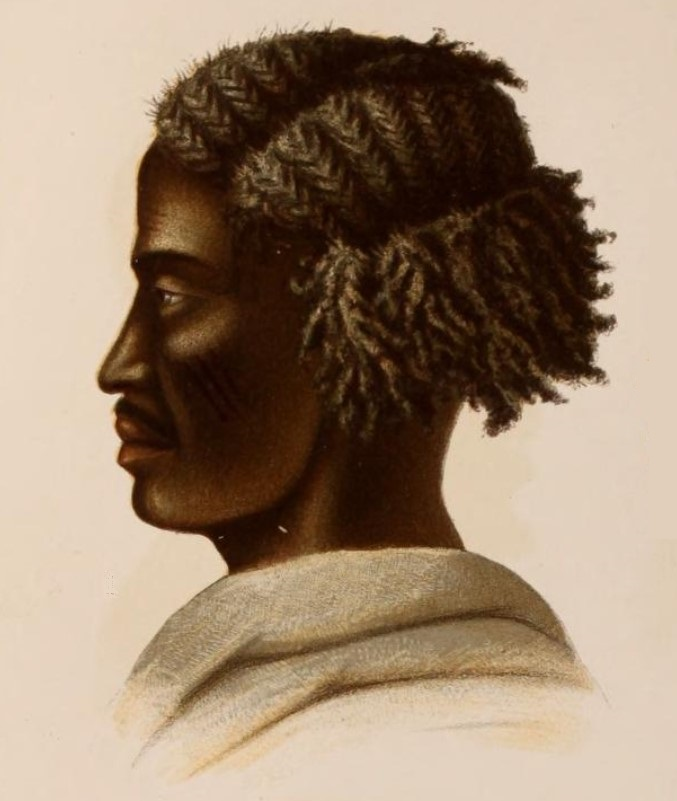
رسم لأحد نبلاء الفنج

أما أصل الفنج كما أورده المؤرخون على مختلف أشكالهم لا يزال موضع خلاف. ويقول المصدر آنف الذكر بأن «الفُنج شعب أسود قدم من أعالي النيل الأزرق وسيطر على الجزء الجنوبي من الجزيرة، ثم امتد نفوذه على العرب الذين سبق لهم السيطرة على مملكتي علوة والمقرة في أعقاب هجرتهم في القرن الرابع عشر (1504م) أما معظمهم يسكنون الجزء الجنوبي الشرقي لمحافظة النيل الأزرق (التقسيم ما قبل 1974م)».[بحاجة لمصدر]
تحدث يوسف فضل في مقالته (لمحات من تاريخ مديرية النيل الأزرق) عن الحفريات التي تمت بمنطقة سنجة والتي أكدت وجود بعض المجموعات البدائية التي استوطنت المنطقة في العصور السحيقة من التاريخ، وقال:
«لقد تمكن الأثريون من اكتشاف جمجمة إنسان سنجة وتفيد الحفريات أن هذا الإنسان عاش في الفترة المطيرة Fluvial التي تعاصر نفس الفترة التي شهدت هطول أمطار غزيرة شملت شرق أفريقيا حيث كانت الحياة تعتمد أساساً على الصيد في مجموعات، وكان عنصر البوشمان أكثر انتشاراً مما هو عليه الآن.
وقد أثبتت الحفريات أيضا ظهور بعض الدلائل التي تدل على ان هذه المنطقة كانت امتداداً لمملكة مروي القديمة وربما كانت المنطقة التي تمثل المركز الجنوبي لإمبراطورية كوش وورثها المرويون حيث أضافوا لها مراكز إدارية وحضارية أخرى».
اختلف الباحثون كثيراً في تحديد أصل الفونج وقد أدرج بعض علماء اللغات والمقارنة والآثار، نظرية أصل الفونج التي ترجع إلى منطقة الشلك على النيل الأبيض وهم من المجموعة النيلية بالسودان وتحديداً الأصول القديمة للشلك، وهناك احتمال آخر ينسبهم إلى بلاد برنو في غرب أفريقيا، فيما ترجعهم نظريات آخرى إلى الأصل الحبشي. أما عن الروايات السودانية التي نشرها بعض المؤرخين وتداولها الأهالي انفسهم فإنها تجمع على أن الفونج مجموعة من سلالة بني أمية هربت من قيد الدولة العباسية بعد سقوط دولتهم واتجهت نحو بلاد السودان، عن طريق الحبشة.
وفي عام 177 م زار الرحالة جيمس بروس عاصمة الفونج سنار وقد جمع ما كان متداولاً من روايات صادرة من رواة مختلفين على رأسهم أحمد سيد القوم الذي كان مدير شؤون القصر الملكي أو ريس الخدم، وربط في تفسيراته بين قبائل الفونج وقبيلة الشلك بجنوب السودان. أما المؤرخ آركل الذي عدل من نظريته المؤيدة لأصل الفنج الشلكاوي، إلى التأويل الذي ينسبهم إلى البرنو، والذي تلقاه من رواة مملكة دارفور ذات الصلة القوية بمملكة كانم أو سلطنة برنو، كما كانت تعرف أيضاً. ووفقاً لهذه الرواية فإن سلطان برنو عثمان قاضي بني مادي داوود، وبعد هزيمته في نزاع حول العرش 1486 م، شق طريقه إلى حوض حول وادي النيل وتمكن من بسط سيطرته على الشلك في جنوب السودان أولاً، ثم على مملكة سوبا في الشمال ثانياً.
ويمكن القول أن سلطنة الفونج كانت سلطنة إسلامية وتشكل أول تجربة رائدة في خلق دولة موحدة في بلاد السودان. ومن أبرز ملوكها السلطان عمارة دنقس مؤسس السلطنة في سنة 1504 م، وكان يدين بالإسلام في وقت كان الكثير من أتباعه ورعاياه على الوثنية، وخلفه في الحكم نايل، تلاه السلطان عدلان في سنة 1611، ثم بادي سيد القوم فالسلطان بادي أبو دقن 1645م، وبادي الأحمر في سنة 1692م وابنه الثالث 1716م، بادي أبو شلوخ الذي حكم من سنة 1724 م، وحتى سقوط السلطنة على يد قادة حملة محمد علي باشا السودان في سنة 1821 م. جعل إسماعيل كامل باشا، قائد الحملة والابن الثالث لمحمد على باشا، بلدة فامكة، التي تبعد عن الخرطوم حوالي 435 ميلاً عاصمة لمنطقة فازوغلي الجبلية وشيّد فيها قصراً ومعملاً لاستخراج الذهب كان سبباً في نشوء صراع حول المعدن النفيس والرقيق والسلاح.
لم يستكن الفونج للغزاة واستمروا في المقاومة بدرجات متفاوتة من القوة حتى قيام الثورة المهدية. ومن الانتفاضات التي حدثت ثورة الشريف أحمد ود طه في منطقة رفاعة وأبو حراز والتي اسهمت في دعم الثورة ويقول الأهالي ان تلك المنطقة الواقعة بين الكرمك وقيسان إلى داخل الحبشة وحتى مدينة (اصوصا) الحبشية إلى منطقة بني شنقول كانت أراضي سودانية ومما يدعم ذلك عدة أسباب، الأول هو أنه ما فتح محمد علي باشا السودان إلا من أجل الذهب بمنطقة بني شنقول والثاني هو عدم الفواصل الطبيعية والبيئية التي تفصل تلك المنطقة السودانية الحالية، أما الثالث هو وجود السودانيين بها حتى اليوم والذين يتبعون سياسياً فقط للحبشة دون الانتماء من ناحية الأصل والتقاليد والطباع أو حتى الشبه البيئي من شكل ولغة أو خلافه. ويطابق ما ذكره الأهالي ما سرده الرحالة الإيطالي بلزم Beltrum قول أحد محدثيه في بني شنقول يقول بلترم (حدثني فكي السيد) فقال (نحن سيدي نقيم في هذه الديار منذ أمد قصير نحن من أهل شندي والمتمة وحلفا الذين هربوا من مناطقهم عندما أرسل محمد علي جنوده المصريين لينتقموا لمقتل ابنه إسماعيل باشا الذي أحرق حياً في شندي فعدد كبير منا في ذلك الوقت لجأ لبني شنقول والتي كانت في ذلك الوقت المدينة الرئيسية من أرض الشناقلة والبعض ذهب إلى بلد فداسي بينما الباقي على الجبال المجاورة.
من الزنوج تراهم كان سيدي مكان فيهم من سكن بني شنقول قبل وصولنا والآخرين هم البرتا السود الذين جاؤوا ووضعوا انفسهم تحت سلطتنا لعدم تمكنهم من إيجاد ما يمكن أن يعيشوا عليه فوق جبالهم الجدباء، والرئيس الكبير لكل هؤلاء الزنوج هو (هنكتوق) وللمزيد يمكن بحث ذلك فيما كتبه J.Spaudling وما يضيفه الأهالي من قصص حول منطقة بني شنقول. يقول الأهالي أن تلك المنطقة كانت منطقة سودانية وصارت الآن مقسمة بين السودان وأثيوبيا ويلاحظ ذلك في تقسيم الجبال إلى قسمين مثل جبل (دول) بمنطقة الكرمك وجبل كشنكرو بمنطقة قيسان وما فيه من سكان سودانيين الأصل بالإضافة إلى ما سبق ذكره يستمر الأهالي في سرد قصتهم (فكان يحكم تلك المنطقة حاكم سوداني) شمالي (جعلي) يطلق عليه اسم (تور الجودي).
وفي عهد الخليفة عبد الله التعايشي وعند اضمحلال حكمه وإبان المجاعة والمطامع الخارجية حاول تور الجودي الانفصال بتلك المنطقة وذلك بعصيانه للخليفة عبد الله التعايشي وعدم دفع الضرائب والرسوم الحكومية التي كانت مقررة من قبل – ولضعف نفوذ سلطات الخليفة قام بإهداء نصف المنطقة وما فيها من تور الجودي لصديقه الملك الحبشي منليك أدباً لتور الجودي ورداً لجميل سبق أن قدمه له وكان عبارة عن هدايا اقتصادية وعتاد حربي يتمثل في عدد كبير من الحصين لمواجهة ذلك الخطر الخارجي. وفيما بعد أصبحت المنطقة التي أهديت لا حبشية ولا سودانية إذا أعطى فيها منليك صلاحية الحكم بعد تور الجودي وفي شكل نظام شبيه بنظام النظار والعمد للملكة آمنة وأخيها وأصبحت من الجانب الحبشي، أما عن الجانب السوداني كان يحكم الملك ود الجاز (خوجلي ود الحسن شقيق الملكة آمنة).
وحتى عهد قريب كان في آواخر الستينيات يتمتعون بكامل الحرية وجيش خاص وحراس.. وخدم وعن ذلك كتب حسن عبد الرحيم الطيب في دراسة مقارنة بين منطقة جبال النوبة وجبال الأنقسنا يقول: أما الأخبار الأشبه بالأساطير هي وجود ذهب مخبأ في جبال النوبة وحوله اللعنة بمن يحاول أخذه وأساطير متشابهة عن ذهب المك خوجلي ود الحسن ملك بني شنقول في فترة المهدية والملكة آمنة زوجته المخبأ في جبل كرت في إثيوبيا وحوله سكن الجن لهذا الذهب وكذلك حول وجود الذهب أو شجرة الإكسير في جبل دول بالكرمك وشجرة أخرى في طريق الأبيض.

## الرصد الأنثروبولوجي

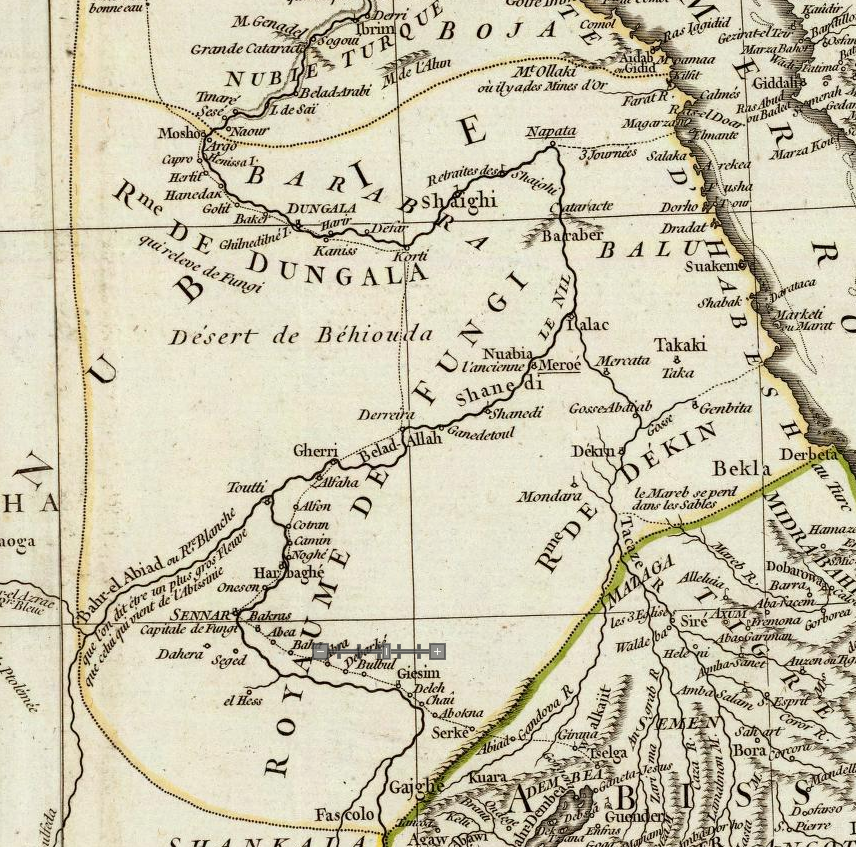
خريطة مملكة الفنج 1749

القبائل ويظهر ما ذكره (ك. م. باربر) أستاذ الجغرافيا بجامعة لندن وجامعة الخرطوم سابقاً (فليس ثمة سبب معقول للاعتقاد أنهم أحفاد الأمويين الذين هربوا من الحجاز بعد انهيار الدولة الأموية إذ نجد مواطني تلك المنطقة يمثلون خليطاً غريباً من السكان إذ يوجد الفونج بجوار العرب والقبائل الزنجية ومهاجري غرب أفريقيا وهم قبائل الفولاني (فلاتا وهوسا والبرنو والأمبررو) وباستثناء بعض المجموعات العربية المختلفة وبدون تطرف للفروع هي:
1. الكماتير (جزء من قبيلة القواسمة)
2. الهمج
3. الأشراف
4. الفونج
5. الجبلاويين
6. همج تورناسي (منطقة الكيلي)
7. الأنقسنا
8. الكدالو
9. القمز
10. البرون
11. الأدك
12. الكوما
13. الوطاويط (وهم المولدون "عربا – برتا)
14. الراقريف
15. المشنة وهم من أصل إثيوبي يسكنون مع الكماير في منطقة الجرف شمال الروصيرص
16. الشنانة – أو الشناني – وهم مولدون (حبش – قالا) إذ نجدهم من الأصل الإثيوبي كما يطلق اسم شناشو عليهم والتشابه وأصبح بين شناشة وشناجو أو سناشو.
17. مجموعة عمودية قلي وهم ينتمون لأصول مختلفة ويكون بعضهم جماعات لها مميزاتها الاجتماعية الفريدة المميزة.
18. المجموعات الغربية (كنانة – رفاعة – البطاحين)

## اللغة
1- العربية نجد إن العربية هي اللغة التي يستعملها الكماتير والأشراف والفونج.
2- البرتا كلمة تطابق اللغة أكثر من انطباعها على قبيلة معينة بل كلمة برتا تعني عبد فهو معنى قديم كان يستعمله المولدون (الوطاويط) وهو الاسم الذي قد يطلقه البرتا رداً على ذلك وكلمة برتابلا Bertabala تعني ولد أو إنسان صغير مجازاً ونجد أن لغة البرتا هي أكثر اللغات شيوعاً في المنطقة ومنها اشنقن أو تولدن لغة الجبلاويين وبرتا إثيوبيا (منطقة بني شنقول) ومنطقة الكرمك والهمج تورناسي (الكيلاوبين) سكان جبل الكيلي كما يجيدها كلغة ثانية أفراد قبيلة الراقديق. أما الوطاويط والمشنة نجدهم يتكلمون العربية والبرتاوية في آن واحد نجد أن لغة البرتا أخف اللهجات تليها الجبلاوية شم لغة الهمج ولغة الهمج في طريقها إلى الانقراض لأن في العام 1976م لغة الهمج في قلي كان يتكلمها فقط 4 أشخاص.
ثم نجد الأنقسنا بلهجاتها المختلفة الشديدة التشابه إذ نجد بعض الكلمات الانقسناوية التي تشابه لغة البرتا مثل كلمة جمل نجدها بالبرتاوية والأنقسناوية على السواء هي كمبل Cambal والنوباوية وهي Comblang وهي قريبة من الكلمة الإنجليزية Camel وغيرها من الكلمات المتشابهة وتليها لغة القمز بلهجاتها المختلفة بما فيها لغة الكدالو بأنواعها ولغة البرون تشمل لهجات الشركم والجمجم أما لغة الرقاريق فنحن في الأصل برتاوية.
ويقول عبد الله إلياس من قبيلة الرقاريق أنها قد تكون عصارة لغات البرتا والهمج والأنقسنا وهي شبيهة بلغة البرون. كما نجد الأدُك والكومسا وهم سكان جبل واحد يقع غرب الكيلي وهم يعتبرون من أقدم سكان جنوب الفونج الأصليين أما سكان الجبال التابعة لعمودية قلي مثل طولق سدا (Silak) السيلك الو Alu ومقجة وهي خليط من جهات متشعبة وتحتوي لغاتها كلمات عربية ونيلية نجدها اشتقاقية بالإضافة لاستعمالها اللهجة العامة ونجد أيضاً لهجات برتاوية وانقسناوية ولغة الفنج القديمة وبحكم الجوار منذ القدم وهم جنوب الفونج القديمة. وكذلك تمر لغة المشنة والشناشة بنفس هذه الرحلة.
نجد أن القبائل التي يصل عددها إلى ثماني عشرة قبيلة رئيسة تتكلم تسع لغات وعدد كبير من اللهجات الاشتقائية هذا ويندر بل ينعدم وجود من لا يعرف اللغة العربية في منطقة جنوب النيل الأزرق (جنوب الفونج). وتقل معرفة اللغة العربية كلما أوغل الفرد في الجنوب.

### قبائل الأدُك والكوماوالبرون
وقد تم انتشار اللغة العربية بتأثير العرب الرحل. كنانة رفاعة الهوى وجماعات الطرق الصوفية والتجار ودعمها أخيراً الموظفون من مختلفة القطاعات الحكومية. أما عن اللغة عموماً فنجد صعوبة في معرفتها معرفة تامة وقلة المعلومات عن هذه القبائل ولغاتها في الكتب والمراجع إذا ما قورنت بكتابات Setiy man. Sf nodal عن النوبة نجد من الظواهر وجود أسماء جبال وقرى البرتا تبدأ بالفاء مثل فامكا – فازغلي- فالبد- فابيقو- فارنجا – فافشن – فأغرو- فادميه – فادقا.
كما نجد هذه التسمية في المنطقة المشابهة وهي منطقة جبال النوبة مثل طابولي Tabuli طارتانج Tartang طازيا. يقول الفونج أنها أسماء سريانية وهي تلك الأماكن التي زارها الشيخ فرح ود تكتوك حلال المشبوك.

## الزينة والتشابه البشري الحضاري
نجد الاشتراك في القامة المتوسطة والبشرة السوداء والشعر القصير (القرقدي) يقولون عن العادات أن العرب عندما دخلوا السودان رأوا ان يميزوا فاختاروا لانفسهم علامات أو شلوخ مميزة لها عن سواهم ولا سيما في وقت الحروب والغارات التي كانت تشنها على بعضها وكذلك كان الحال إذ نجد الشلوخ (الوشم القبلي) هنا على هيئة ثلاثة خطوط رأسية مطارق على الخدين يستعملها البرتا والجبلاويين وبعض الهمج وكما نجدها عند (نوبا كادوقلي –كذلك نجد الوطاويط يحملون سمات نفس الشلوخ التي تحملها القبائل العربية التي ينتمون إليها).
إذ نجد الشلوخ (الوشم القبلي) هنا على هيئة ثلاثة خطوط رأسية مطارق على الخدين111 يستعملها البرتا والجبلاويون وبعض الهمج وكما نجدها عند نوبا كادوقلي. كذلك نجد الوطاويط يحملون سمات نفس الشلوخ التي تحملها القبائل العربية التي ينتمون إليها. الا اننا نجد ما يميز الجبلاويين عن البرتا وذلك في الشلوخ البارزة غالباً عند الجبلاويين، اما شلوخ قبيلة البرون نجدها ثلاثة شلوخ صغيرة ويكسرون السنتين الأماميتين من الفك الأسفل بينما لا نجد الشلوخ عن الرجال بقبيلة الراقريق اما النساء فيتشلخن على بطونهن على شكل (فصود) رأسية ويكون الوشم بالحجارة الحادة فوق منطقة السرة وتحتها اعتقاداً منهم بسهولة الولادة وعدم تعسرها فهي شبيهة بشلوخ الجبلاويين والبرتا عند النساء فنجدها هنا على الذراع واليدين والصدر وفوق النهدين وكذلك الخدين اما قبائل الأدُك على ضفاف خور يابوس نجدهم يحملون علامة صليب داخل دائرة (×) ومنم الفنذة وهم تميزهم علامة بشكل الماعز وهو وشم يوضع في منطقة الكلية اليمنى أو اليسرى اما الكوما فتميزهم علامة دائرية بداخلها شرطة.
وفي قبيلة الانقسنا نجد وشماً عند النساء شبيه بوشم البرتا.. اما عند الرجال وشم على الخدين أو الصدر على عدة اشكال فنجد شكل العقرب وارجل الدجاج وشكل الثعبان والصليب.
والشلوخ الأفقية المترادفة – إلا انني لم اجد من يصفها من الرواة- بطريقة مكتملة وقد يعزي الامر في اتخاذها كموضة للجيل الجديد غير الملتزم بما كان سائداً قديماً اما عن ادوات التجميل فأغلبية الأهالي في المنطقة يتزينون بالسكسك والحجول المصنوعة من الفضة وتكثر الزينة عند الانقسنا وعند الأمبررو تكثر الزينة عند الرجال.

## حكام سنار
- عمارة دنقس 1503-1533/4 (AH 940)

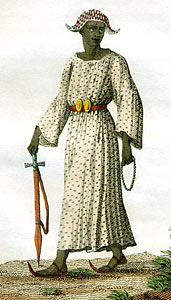
أحد ملوك سنار، 1821

- نايل 1533/4 (AH 940)-1550/1 (AH 957)
- عبد القادر الأول 1550/1 (AH 957)-1557/8 (AH 965)
- عمارة أبو سكاكين 1557/8 (AH 965)-1568
- دقن ود نايل 1568-1585/6 (AH 994)
- دورة 1585/6 (AH 994)-1587/8 (AH 996)
- الطيب 1587/8 (AH 996)-1591
- ونسة الأول 1591-1603/4 (AH 1012)
- عبد القادر الثاني 1603/4 (AH 1012)-1606
- عدلان الأول 1606-1611/2 (AH 1020)
- بادي الأول سيد القوم 1611/2 (AH 1020)-1616/7 (AH 1025)
- رباط الأول 1616/7 (AH 1025)-1644/5
- بادي الثاني (أبو دقن) 1644/5-1681
- ونسة الثاني 1681-1692
- بادي الثالث 1692-1716
- ونسة الثالث 1719-1720
- نول 1720-1724
- بادي الرابع 1724-1762
- ناصر 1762-1769
- إسماعيل 1768-1776
- عدلان الثاني 1776-1789
- أوكل 1787-1788
- الطيب الثاني 1788-1790
- بادي الخامس 1789
- حسب ربه 1789
- نوار 1790-1791
- بادي السادس 1791-1798
- رانفي 1798-1804
- عقبان 1804-1805
- بادي السابع 1805-1821

## الأوصياء الهمج
- محمد أبو الكيلك - 1769-1775/6
- بادي ود رجب - 1775/6-1780
- رجب 1780-1786/7
- ناصر 1786/7-1788

## التغني بسنار
وقف الشاعر، فرح تكتوك (أغلب الظن)، يشيع العظمة الزائلة، ويبكي مملكة سنار التي تلاشت، فقال في رثائها قصيدة اتعار فيها عبارات أبي البقاء الرندي في نونيته «لكل حال إذا ما تم نقصان»، وغيـَّر القافية فكان مما قاله:
| وكل شيء إذا مـا تم غـايته                                          |  | أبصرت نقصاً به في الحال إجهارا |
| فلا يغر بصفو العيش مرتـشد                                          |  | لأن إحسـانـه ما زال غـرارا    |
| فأين عاد وشداد وما مـلكوا                                          |  | وأين فرعون والنمرود إذا جارا  |
| ثم يتفجع على سنار وتغير حالها، ودرس معالمها، وذهاب مدارسها، فيقول: |  |                               |
| آه على بـلدة الخـيرات منـشـئنا                                     |  | أعني بذلك دار الفنـج سنارا    |
| آه عليـها وآه من مصـيـبـتـها                                       |  | لم نسلها أينما حـللـنا أقطارا |
| فأوحشت بعد ذاك الأنس وارتحلت                                       |  | عنها الأماثل بدواناً وحضارا    |